# Église Saint-Vincent de Gourdon
Pour les articles homonymes, voir Église Saint-Vincent.
L'église Saint-Vincent est une église de style roman à Gourdon dans les Alpes-Maritimes. Elle était dédiée à Notre-Dame et le service était fait sous le titre de Notre-Dame, saint Vincent, saint Étienne et sainte Catherine. Saint Vincent est le patron du village.

## Historique
L'église a été construite au XIIe siècle comme chapelle du château, dans le style roman provençal. Elle était desservie par un petit chapitre pour le service du seigneur du village. L'existence d'une église à Gourdon est confirmée par la confirmation par le pape Adrien IV, en 1158, de sa possession par l'évêque d'Antibes, Raimond Ier. Cette appartenance est confirmée en 1189 par le pape Clément III.
En 1605 l'évêque de Grasse, Mgr Boucicault, fait sa visite canonique à l'église de Gourdon. En 1617, le même évêque a indiqué qu'il a trouvé « l'église toute neufve, bâtie suivant l'ordonnance randue sur notre dernière visite ». C'est le seul acte ancien conservé concernant l'église actuelle. En 1623, l'évêque note : « l'église, les murailles en bon estat ... néanmons le toit d'icelle sera recouvert sy besoing ».
C'est probablement à cette date que la chapelle castrale a été restaurée et est devenue paroissiale. En 1610 la seigneurie et le château venaient d'être achetés par Louis Lombard. Le château est alors entièrement rénové. La porte qui donnait une communication avec le château est murée. La porte actuelle avec un fronton triangulaire, donnant accès à la deuxième travée de la nef, est ménagée au XVIIe siècle.
L'église a été consacrée par Mgr Mesgrigny, évêque de Grasse.
Le dimanche 9 octobre 1831, la foudre tombe sur l'église pendant la messe faisant 4 morts et 5 blessés.
Le clocher est moderne. Il a été ajouté devant l'église ainsi que le prolongement de la nef de l'église.
Le 30 avril 1946, la foudre a frappé le clocher causant des dégâts importants. La partie supérieure s'est effondrée. Des blocs ont été projetés sur la toiture de l'église et sur d'autres habitations. À cause du danger dû à l'instabilité de certains blocs, l'accès de l'église avait été interdit.
L'édifice est inscrit au titre des monuments historiques le 19 mai 1931.

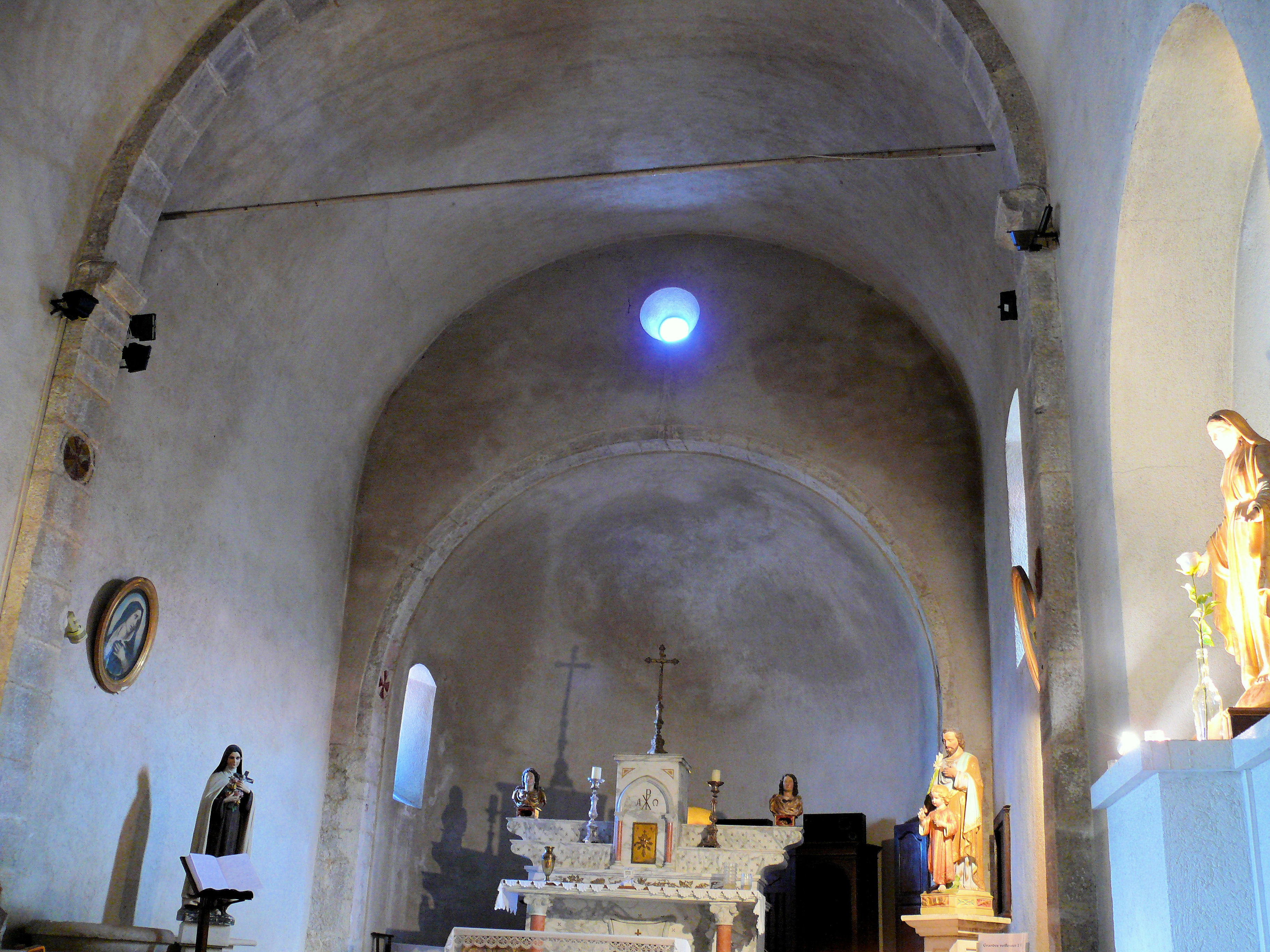
La nef et l'abside.
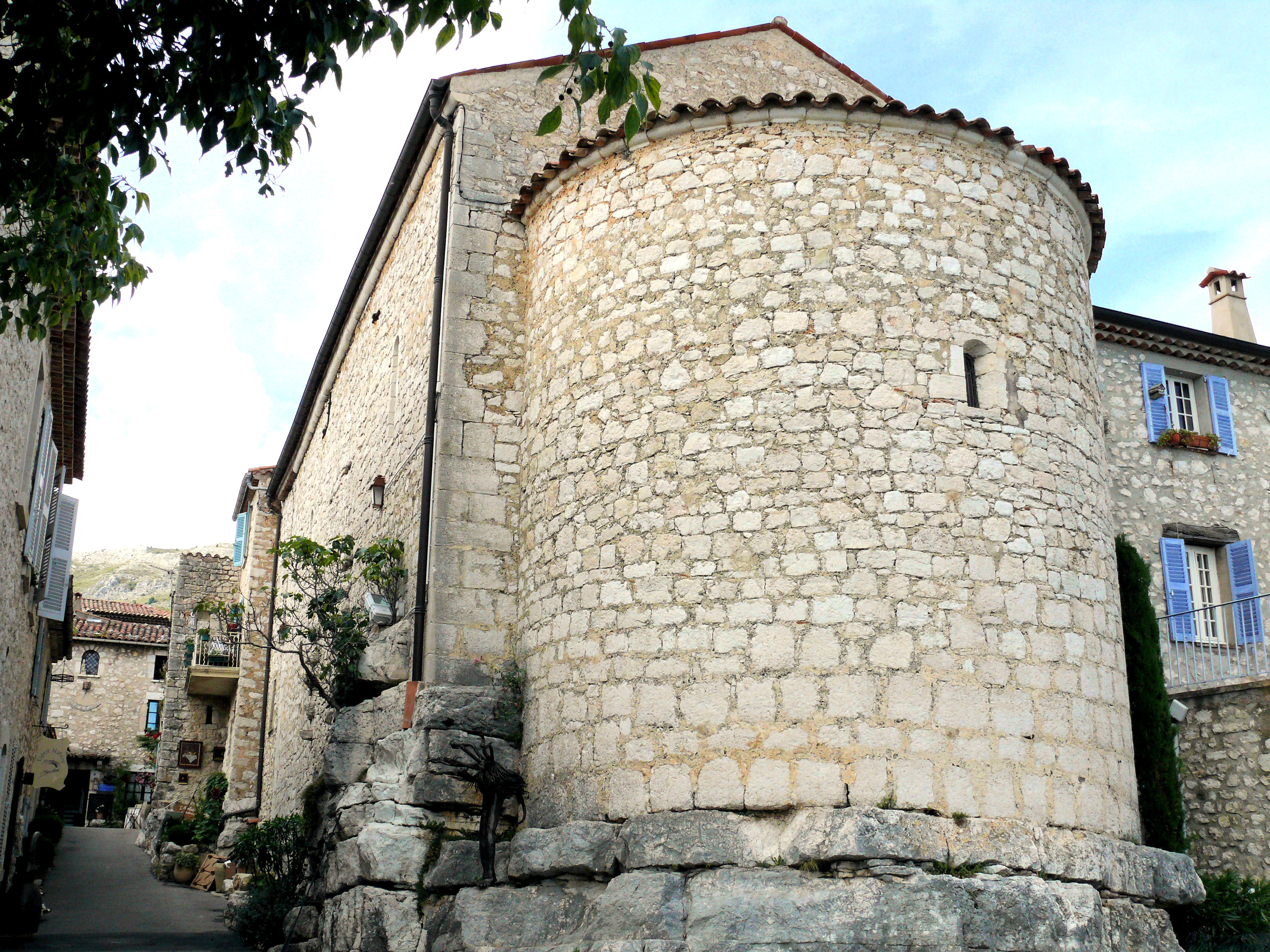
Le chevet de l'église.

## Architecture
L'église ne comporte qu'une seule nef barlongue voûtée au XVIIe siècle en plein cintre composée de 3 travées se terminant par une abside semi-circulaire de moindre largeur avec une voûte en cul-de-four plus basse que celle de la nef. Des arcs doubleaux séparent les travées de la nef.